# Biserica de lemn din Chițcani
Biserica de lemn din Chițcani este un monument istoric aflat pe teritoriul fostului sat Chițcani, comuna Movilița. În Repertoriul Arheologic Național, monumentul apare cu codul 175304.01.